# Phanocles costaricensis
Phanocles costaricensis är en insektsart som beskrevs av Frank H.Hennemann 2002. Phanocles costaricensis ingår i släktet Phanocles och familjen Diapheromeridae. Inga underarter finns listade i Catalogue of Life.